# Orthocyclops bergianus
Orthocyclops bergianus – gatunek widłonoga z rodziny Cyclopidae. Nazwa naukowa tego gatunku skorupiaków została opublikowana w 1952 roku przez rosyjską (radziecką) zoolog Galinę Fiodorowną Maziepową. Miejsce typowe to jezioro Bajkał.